# Valentí Massana Gràcia
Valentí Massana Gràcia (Viladecans, Catalunya, 1970) és un atleta català, ja retirat, especialista en proves de marxa atlètica.

## Biografia
Va néixer el 5 de juliol de 1970 a la ciutat de Viladecans, població situada a la comarca del Baix Llobregat.

## Carrera esportiva
Va donar-se a conèixer internacionalment en el Campionat del Món d'atletisme junior realitzat l'any 1988 a Sudbury (Canadà), on aconseguí guanyar la medalla de plata en la prova dels 10.000 metres marxa. Va participar, als 22 anys, en els Jocs Olímpics d'Estiu de 1992 celebrats a Barcelona (Catalunya), on fou desqualificat en la prova dels 20 quilòmetres marxa quan anava en segona posició, just per darrere de Dani Plaza, i quedaven pocs metres per entrar a l'Estadi Olímpic de Montjuïc. En els Jocs Olímpics d'Estiu de 1996 realitzats a Atlanta (Estats Units) fou vintè en els 20 quilòmetres marxa i aconseguí guanyar la medalla de bronze en els 50 quilòmetres marxa. En els Jocs Olímpics d'Estiu de 2000 realitzats a Sydney (Austràlia) únicament participà en els 50 km marxa, aconseguint la quarta posició i un diploma olímpic.
Al llarg de la seva carrera aconseguí guanyar dues medalles en el Campionat del Món d'atletisme, una d'elles d'or; una medalla de bronze en el Campionat d'Europa d'atletisme. Ha estat 4 cops campió d'Espanya dels 20 km marxa (1992, 93, 94 i 95) i tres cops campió dels 50 km marxa (1993, 94 i 95).
És el responsable de la secció de marxa de l'Associació Esportiva Blanc i Blau Pro-Seccions i és plusmarquista espanyol de 50 km marxa amb un registre de 3h38´43" fets al circuit urbà d'Orense el 20 de març de 1994.

## Resultats internacionals destacats
| Any  | Competició               | Lloc                  | Resultat | Distància |
| ---- | ------------------------ | --------------------- | -------- | --------- |
| 1988 | Campionat del Món Júnior | Sudbury, Canadà       | 2n       | 10000 m   |
| 1990 | Campionat d'Europa       | Split, Iugoslàvia     | 4t       | 20 km     |
| 1991 | Campionat del Món Indoor | Sevilla, Espanya      | 5è       | 5000 m    |
|      | Campionat del Món        | Tòquio, Japó          | 5è       | 20 km     |
|      | Copa del Món             | San José, Califòrnia  | 10è      | 20 km     |
| 1993 | Campionat del Món        | Stuttgart, Alemanya   | 1r       | 20 km     |
|      | Copa del Món             | Monterrey             | 2n       | 20 km     |
| 1994 | Campionat d'Europa       | Hèlsinki, Finlàndia   | 3r       | 20 km     |
| 1995 | Campionat del Món        | Göteborg, Suècia      | 2n       | 20 km     |
| 1996 | Jocs Olímpics            | Atlanta, Estats Units | 3r       | 50 km     |
| 1998 | Campionat d'Europa       | Budapest, Hongria     | 9è       | 20 km     |
| 1999 | Campionat del Món        | Sevilla, Espanya      | 4t       | 50 km     |
|      | Copa del Món             | Mézidon-Canon, França | 8è       | 50 km     |
| 2000 | Jocs Olímpics            | Sydney, Austràlia     | 4t       | 50 km     |
| 2001 | Campionat del Món        | Edmonton, Canadà      | 6è       | 50 km     |

## Campionats de Catalunya
- 5 vegades campió: (1992, 1993, 1994, 1995 i 1997)

## Millors Marques[2]
- 10 km marxa en pista: 39´31"08 l'any 1997.
- 10 km marxa: 39´27" l'any 1992.
- 20 km marxa: 1h19´25" l'any 1992.
- 50 km marxa: 3h38´43" l'any 1994.